# Asprenato de Nápoles
Asprenato de Nápoles o Aspreno (s. II-s. III) fue un religioso católico, primer obispo de Nápoles. Es considerado como santo por la Iglesia católica, y su fiesta es conmemorada el 3 de agosto.

## Hagiografía
Asprenato, como persona histórica habría vivido entre los principados de Trajano y Adriano. Fue el primer obispo de Nápoles, a pesar de la creencia popularizada de que el primer titular de la sede napolitana fue Genaro.ˈSegún el Calendario Marmóreo, popular compendio histórico de la ciudad, estuvo a cargo de la sede durante 23 años.
Según la leyenda, Pedro el apóstol estuvo en la región de Nápoles, donde curó a una mujer de avanzada edad, quien se supone que era Cándida la Anciana. Una vez sanada, la mujer pidió a Pedro la intercesión para la curación de un amigo enfermo suyo, llamado Asprento, quien gracias a Pedro fue curado y posteriormente bautizado, consagrado y ordenado obispo de Nápoles.
La Iglesia de San Pedro de Aram, erigida en torno al sitio donde se cree que San Pedro dio misa durante su estancia en Nápoles, fue el lugar de bautizo tanto de Asprenato como de Cándida, los dos primeros napolitanos convertidos al cristianismo y futuros santos de la Iglesia Católica. Aunque el edificio de la iglesia data del siglo XVII, se sabe que fue la extensión de una basílica del siglo XI, posiblemente basada en una estructura religiosa del cristianismo preniceno erigida por el propio Asprenato.

## Curiosidades
En Nápoles, y algunos otros lugares, el nombre de San Asprenato se invoca hasta hoy para curar la migraña. Se cuenta que en 1899 la farmacéutica Bayer se inspiró en el santo para nombrar a su nueva droga, la aspirina, ya que fue precisamente un napolitano, Raffaele Piria, quien en 1838 había aislado el ácido salicílico.